# Мчедлишвили, Михаил
Михаил Мчедлишвили (груз. მიხეილ მჭედლიშვილი; род. 4 июня 1979) — грузинский шахматист, гроссмейстер (2002). Чемпион Грузии (2001, 2002, 2018). В составе сборной Грузии — участник Олимпиад (2002, 2008—2014).